# Darth Plagueis
Darth Plagueis is een personage uit Star Wars, dat wordt besproken in Star Wars Episode III: Revenge of the Sith. Plagueis was de Muun Sith-Meester van Palpatine/Darth Sidious, en de Sith-leerling van Darth Tenebrous.
Darth Plagueis was een Dark Lord van de Sith, zo krachtig en zo wijs, dat hij De Kracht kon gebruiken om de Midichlorianen naar zijn hand te zetten om zo Leven te creëren. Hij werd zo machtig, dat het enige waar hij bang voor was het verliezen van zijn krachten was.
Aldus Kanselier Palpatine tegen Anakin Skywalker tijdens de opera scene in Star Wars: Episode III: Revenge of the Sith.
Uiteindelijk, toen bekend werd wie Darth Sidious was, werd het dus ook duidelijk dat Darth Plagueis de leermeester van Darth Sidious was geweest.
Darth Plagueis doceerde zijn bedrevenheid in de Duistere Kant van de Kracht aan Darth Sidious. Maar Sidious wist Darth Plagueis te vermoorden in zijn slaap. Darth Plagueis had dit verraad niet voorzien. Ditzelfde gebeurde ook in Star Wars: Episode VI: Return of the Jedi, toen Darth Sidious zelf niet kon voorzien dat Darth Vader hem zou doden.
In het boek van Darth Plagueis wordt duidelijk dat Plagueis nog leefde ten tijde van Episode I. Hij wil samen met zijn leerling Darth Sidious het kanselierschap delen binnen de Galactische Republiek, maar Sidious wil dat niet en doodt hem op het moment dat ook Sidious eigen leerling (Darth Maul) wordt gedood door Obi-Wan Kenobi. Vanaf dat moment is Sidious even de enige Sith die nog in leven is, voordat hij Graaf Dooku omdoopt tot Darth Tyranus.
Darth Plagueis verschijnt de laatste aflevering van de Disney+-serie The Acolyte uit 2024. Hierin staat hij in het donker achter een stenen muur terwijl hij kijkt naar de personages Osha en Qimir. 

## Boeken
- Star Wars: Darth Plagueis (auteur: James Luceno, uitgeverij: Cantury en Del Rey)